# Mercédès Legrand
Mercédès Legrand, née le 14 juillet 1893 à Horcajo en Espagne et morte le 17 juillet 1945 à Avignon, est une peintre, dessinatrice, poétesse et journaliste belge dont l'essentiel de la vie professionnelle s'est déroulée en France.
Son œuvre se compose de paysages, de natures mortes mais aussi de figures religieuses. Elle s'est également consacrée à la réalisation d'émaux.

## Biographie
Après avoir passé ses dix premières années en Espagne, Mercédès Legrand rejoint Liège, ville d'origine de ses parents .
En 1916, elle s'inscrit à l'Académie royale des beaux-arts de Bruxelles. Elle y rencontre son futur mari : Roger van Gindertael. Avec le concours de Michel de Goeye, ils créent à trois la revue Hélianthe, consacrée aux arts. Divers articles y sont signés par Mercédès Legrand .
La commune de Nassogne lui commande un monument aux morts qui est inauguré en septembre 1920. Il s’agit probablement du premier mémorial belge conçu et réalisé par une femme mais aussi de la première représentation d’un civil confronté à la dépouille d’un soldat. Elle se consacre ensuite à la peinture, principalement religieuse, et à la conception d’affiches .
Après avoir donné naissance à un fils, le couple s'établit dans la capitale française, en 1925. C'est aussi l'année de la publication de Horcajo son premier recueil de poèmes. Il sera suivi par Géographies ; ouvrage préfacé par Valery Larbaud. Entre temps les époux se séparent. Tout en se consacrant à des travaux de traduction, Mercédès continue à peindre. En 1928, une première exposition personnelle lui est consacrée par la galerie Fermé la nuit .
Elle épouse Edmond Kayser. De leur union naissent deux filles. Les œuvres de Mercédès - principalement des natures mortes, des paysages et des portraits - sont visibles à l'occasion d’expositions collectives. Elle représente la Belgique aux côtés de Marie Howet, Jenny Montigny et d'autres artistes à l'occasion de Les femmes artistes d'Europe exposent au jeu de Paume .
À la suite de la nomination d’Edmond Kayser à la tête du musée Adrien-Dubouché et de l'École nationale d’art décoratif de Limoges, ils quittent Paris. Mercédès s'initie alors aux émaux et à la peinture sur porcelaine. La loi dite « second statut des juifs » du 2 juin 1941 prive Edmond Kayser de ses fonctions et les contraint à déménager à Trévoux puis à Avignon. Mercédès y poursuit la production d’émaux mais les inhalations de vapeurs d’acide nitrique lors de leur production affectent fortement sa santé. Elle décède trois jours après son 52e anniversaire.

## Musées conservant ses œuvres
- La Boverie
- Artothèque de Mons
- Musée du Mont-de-Piété de Bergues
- Famenne & Art Museum[10]

Une exposition rétrospective a été organisée au musée du Mont-de-Piété de Bergues, du 1er juillet au 31 octobre 2020, et au Famenne & Art Museum, du 19 décembre 2020 au 30 avril 2021.

## Œuvre publique

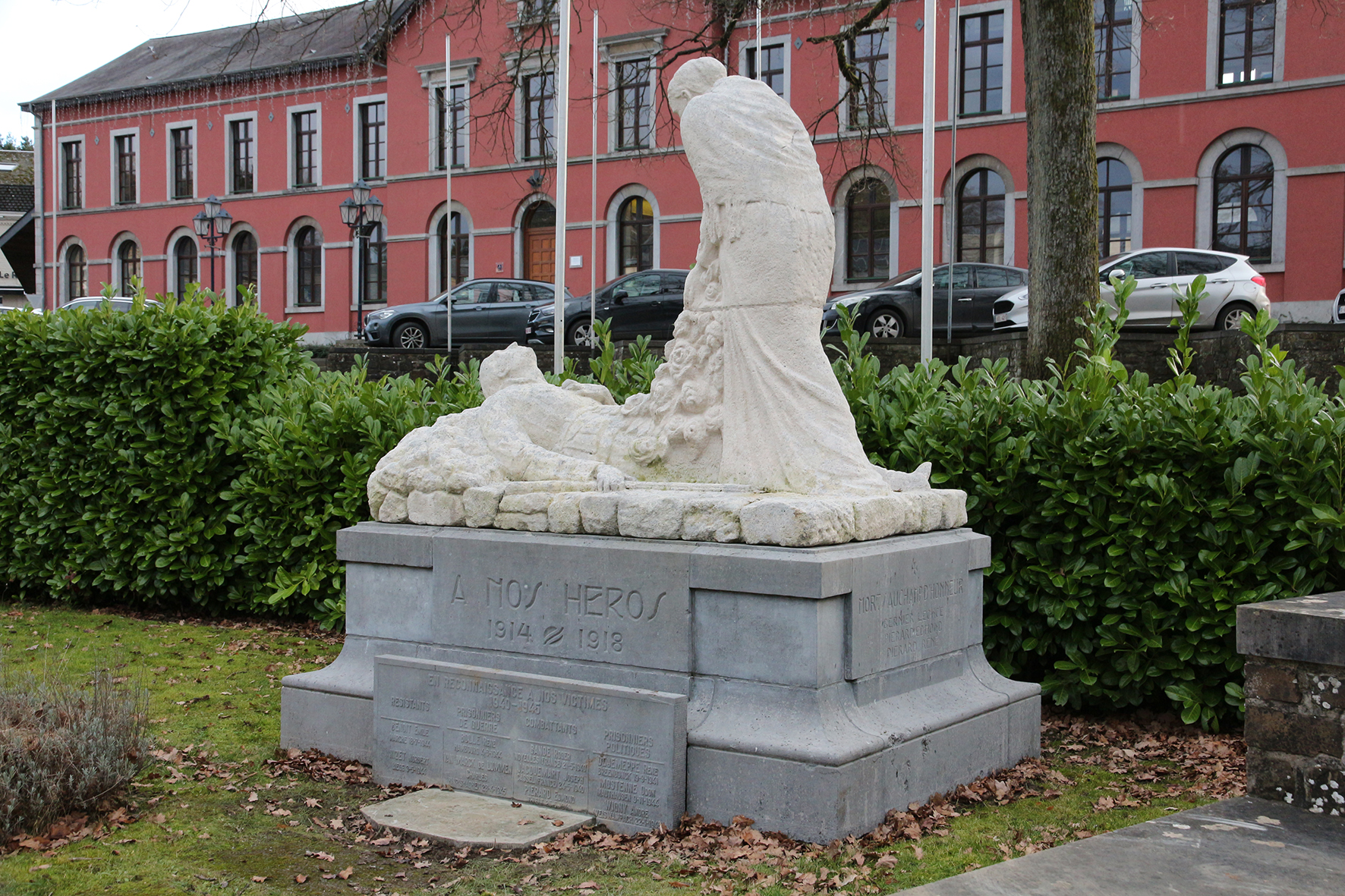

- Monument aux morts de Nassogne